# Зардлаши
Зардлаши (груз. ზარდლაში) — село в Грузии, на территории Местийского муниципалитета края (мхаре) Самегрело-Верхняя Сванетия.

## География
Село находится в северо-западной части Грузии, к северу от реки Мулхура (бассейн Ингури), на расстоянии приблизительно 3 километров (по прямой) к востоку от посёлка городского типа Местиа, административного центра муниципалитета. Абсолютная высота — 1689 метров над уровнем моря.

## Население
По результатам официальной переписи населения 2014 года в Зардлаши проживало 10 человек (5 мужчин и 5 женщин). В национальной структуре населения грузины составляли 100 %.
| Год  | Население, человек |
| ---- | ------------------ |
| 2002 | 7                  |
| 2014 | ↗ 10               |